# Norn
Norn（ノルン）は、株式会社ズーが運営する日本のアダルトゲーム制作ブランドである。販売はラナップが担当している。一部のダウンロード販売サイトでは同人サークル（いわゆる「企業同人」）の扱いとなっている。
姉妹ブランドにMiel（ミエル）がある。また、Nornおよび後発のMielにとって事実上の前身ブランドにあたるCybele（キュベレ）があり、ダウンロード販売サイトによっては現在も「Norn / Miel / Cybele」の連名で登録されている。なおCybeleは2009年5月を最後に新作発表を停止している。

## 沿革
2004年にズーが運営しているアダルトゲーム情報サイト・D-Dreamと連動する形で誕生したブランド・ユメスタ（OVER販売）が2005年に活動を休止した後、同ブランド内の開発チームがCybeleに再編されてアニメ制作会社・南町奉行所の傘下となり、黒姫（くろひめ）のブランド名でパッケージ販売を行っていた。
2007年にCybeleの姉妹ブランドとして設立されたNornもデビュー作「使い魔様は魔界プリンセス」から第3作「お姉ちゃんは専属メイド!」まで南町奉行所の傘下に在ったが、第4作「あねあね」よりラナップ販売へ移る。この際にCybeleも黒姫名義を離れて独立し、パッケージ版に関しても自ブランドでの発売へ移行した。以後、各ダウンロード販売サイトにおいては姉妹ブランド・Cybeleと併せて「Cybele / Norn」名義で取り扱われていたが、2009年にCybeleが活動を休止してMielが立ち上げられた後は「Norn / Miel / Cybele」の名義となっている。
ズーの本社所在地は長野県上田市であるが、Nornの開発室（Mielと共用）は本社から離れた大阪市に置かれている。なお、ラナップが販売を担当しているブランドはNorn / Miel / Cybele以外にもいくつか存在するが、それらの別の製作会社が運営するブランドはNorn / Miel / Cybeleの姉妹ブランドとしては扱われない。また、映像倫理機構（映像倫）の審査に関する手続きは流通上の理由などにより、ラナップの取引先の一社であるアイアールティーが行っている。

## 概要
性的表現を含むアドベンチャーゲームの開発を中心とし、販売は委託による圧縮データのダウンロード販売を主体とする。このため同人誌即売会などでの頒布は行われないが、一部同人ショップや家電量販店などでディスク媒体のパッケージ販売も行われる。また、コンピュータソフトウェア倫理機構（ソフ倫）の審査を受けたデビュー作「使い魔様は魔界プリンセス」を除いてほとんどのタイトルがコンテンツ・ソフト協同組合（CSA）及び2010年11月にCSAの審査事務を継承した映像倫の審査を受けており、ベクターが運営するデジガールストアやDMM.comが運営するDMM.R18などでは商業ソフトと同列の扱いを受ける。作品の多くは同枠に分類される商業ソフトよりも安価なので、低価格（ロープライス）ブランドとしても認識されている。フルプライス作品へは参入していない。
発表されるゲームはほぼアドベンチャーゲームに分類されるものの、その多くはビジュアルノベルに近い方式を採用している。即ち、物語の分岐やエンディング数は少なく、選択肢が全く無いノベルゲーム形式を採ることも多い。プレイヤーが擬似的に物語へ介入するような演出は無く、物語を読み進める感覚であるため概してゲーム性は高くない。動画を使用した演出が用いられることも稀である。
CG鑑賞モードや回想モード、文章のスキップなど2000年代以降に発売された成人向けアドベンチャーゲームの多くに採用されている仕様は一通り搭載されており、女性キャラクターは声優により全編音声が収録されている。但し、主人公の男性キャラクター名はほぼ固定である。出演声優のキャスティングについては非公開の場合が多いが、一部タイトルでは公式サイト上で配役が公表される場合もある。
姉妹ブランドのMielや前身のCybeleとは対照的に強姦や強要などの性犯罪を含むヒロインに不本意な性行為を強いる鬼畜・陵辱系の演出はほとんどなく、消極的ないし魔力を供給する手段・家訓・罰を免れる手段などやむを得ない合意のもとで和姦による膣内射精や孕ませ、または子作りやボテ腹プレイといった妊婦フェティシズムを強く意識した描写が多いのが特徴であるが、子作りの目的は作品によってそれぞれ異なる。登場するヒロインは未婚または処女の場合がほとんどで（「サムライ母娘と孕ませ同棲生活」のようにヒロインが母娘の場合はこの限りではない）、主人公（プレイヤー）に好意的であるか性行為を重ねるうちに情が芽生えるのが基本パターンとなっている。短期間で3人のヒロインが連続して登場する三部作構成のシリーズ作品を発売することが多いのも特徴であるが、いわゆるハーレムエンドを描写したのは女神3部作のみである。母乳フェティシズムを強く意識した作品も多く、2008年の「死神ミルク♪ 〜ドジっ娘巨乳死神とエロイチャ母乳生活☆〜」以降の作品は、作中何らかの形で授乳や射乳、搾乳などの母乳プレイが描かれる事がほぼお約束の状態となっている。
なお、表題に「姉」や「妹」を冠したタイトルが複数あるものの、近親相姦ではなく「姉」は「年上の女性」を意味する姉萌えを対象とする作品であり、実姉・実妹・実母との近親相姦を題材にしたタイトルは1作も存在しない。女性剣士もしくは剣を使うヒロインが登場する作品が多いのに加えて、魔族や女神、擬人化された犬やキツネ・ウサギなど非現実的な存在のヒロインが登場する作品が多いのも大きな特徴である。
なお、劇団近未来開発の「マネジ! イキます!!」など外部の企画・開発に成る作品や、旧ユメスタより継承した開発チーム・わんこソフトの「ちびちびフィアンセ」「ダークエルフ・プレグナント」など、また「まとめてたねつけ♪女神姉妹孕ませ多妻生活!」のような旧作を組み合わせた一部作品などは、必ずしも上記の傾向には当てはまらない。

### 移植
2007年4月の初回作から2010年6月までの発売タイトルは、FOMA90xシリーズ用iアプリとして移植され、それらから派生した携帯電話専用ゲームも開発されていた。これらはいずれも成人指定のため、D-DreamモバイルやD倶楽部などの年齢認証を要する携帯電話向けサイトにて販売されていた。
この他、一部のタイトルに関してはDVDPGへも移植されている。
2007年4月の初回作から2008年7月までの作品は、イーアンツにて取り扱われている。同社取り扱いの各DVDPG作品のタイトルは下記の作品節備考欄「◆」を参照。

### メディアミックス
ゲーム作品を原作としてノベライズしたジュブナイルポルノが、パラダイム「ぷちぱら文庫」より刊行されている。小説化された各作品のタイトルは下記の作品節備考欄「★」を参照。

## 主なスタッフ
※わんこソフトの制作タイトル「ちびちびフィアンセ」「ダークエルフ・プレグナント」や、劇団近未来の制作タイトル「マネジ! イキます!!」に関わる外部スタッフを除く。

### 原画
- 綾瀬はづき
- 佐倉はなつみ
- 水原優
- 結城しん
- Louis&Visee

### シナリオ
- 春日森
- 想ファクトリー
- 鷹之爪
- 西矢沙広
- Fuzisawa
- 遊真一希
- leimonZ
- 六月の玉子

## 作品
ダウンロード販売専用のダイジェスト作品に関しては後述。

### 第1作 - 第20作
| タイトル                                                                                                 | 発売日         | 発売日         | 発売日         | 備考                     |
| タイトル                                                                                                 | ダウンロード版 | パッケージ版   | 携帯アプリ版   | 備考                     |
| --- | -------------- | -------------- | -------------- | ------------------------ |
| 使い魔様は魔界プリンセス 〜勘違いするな! 中に出すのはただの魔力補給だ!!〜                                | 2007年04月27日 | 2007年05月25日 | 2007年08月10日 | 本作のみソフ倫審査 ◆     |
| 使い魔様は魔界プリンセス 〜マジカルポーカー〜                                                            | －             | －             | 2007年08月10日 | iアプリ（FOMA専用）      |
| 精霊さまは孕みごろ -彼女を救う子づくりばけ〜しょん-                                                      | 2007年07月06日 | 2007年07月27日 | 2007年12月21日 | 本作よりCSA審査 ◆        |
| 幼馴染のお姉ちゃんは専属メイド! 〜夏休み同棲生活〜                                                       | 2007年09月07日 | 2007年09月21日 | 2008年01月18日 | ◆                        |
| あねあね 〜許して! お姉ちゃんたち、ボクのおち○ち○ダメになっちゃう!〜                                     | 2007年11月02日 | 2007年11月23日 | 2008年02月01日 | 本作よりラナップ販売 ◆   |
| ちびちびフィアンセ                                                                                       | 2007年12月07日 | 2007年12月21日 | －             | 企画・開発：わんこソフト |
| 孕嫁さんはエルフ姫 〜押しかけ子づくり新婚生活〜                                                          | 2007年12月31日 | 2008年01月25日 | 2008年06月27日 | ◆                        |
| とらぶる☆魔女試験 〜会長様と天然っ子は魔女姉妹! 中出しエッチで魔力補給をお手伝い!〜                      | 2008年02月08日 | 2008年02月29日 | 2008年05月16日 | ◆                        |
| 剣術少女和泉令と無人島 〜お家の掟だ…お前と子作りに励んでやる〜                                           | 2008年04月25日 | 2008年05月16日 | 2008年06月27日 | [ 注 6 ]                 |
| マネジ! イキます!! 〜膣予選に賭けた夏2008〜                                                              | 2008年02月08日 | 2008年02月29日 | －             | 企画・開発：劇団近未来   |
| 死神ミルク♪ 〜ドジっ娘巨乳死神とエロイチャ母乳生活☆〜                                                    | 2008年05月30日 | 2008年06月27日 | 2008年07月18日 |                          |
| おキツネ中出し恩返し 〜お姉さんの中でいーっぱい気持ちよくなってね〜                                      | 2008年07月04日 | 2008年07月18日 | 2008年10月17日 |                          |
| はらはらフィアンセ 〜貴方を争奪! 姫様とお姉ちゃんの懐妊レース!!〜                                        | 2008年07月18日 | 2008年08月01日 | 2008年10月31日 | ◆                        |
| 悪魔っ娘は意地っ張り 〜アンタなんかアタシのアソコですぐに虜にしてやるんだから!〜                         | 2008年08月01日 | 2008年08月29日 | 2008年11月14日 |                          |
| 天然巨乳ドジっ娘ナース 〜毎日甘エロッ! 中出し看護ライフ♪〜                                               | 2008年08月22日 | 2008年09月12日 | 2008年11月28日 |                          |
| 天然やわちち女神フローラ・甘エロ新婚子作りライフ 〜お姉さんの子宮に、好きなだけ注いでもいいのですわよ♪〜 | 2008年10月10日 | 2008年10月31日 | 2009年03月13日 | 女神3部作                |
| 戦女神セレストのいきなり子作り新婚生活 〜仕方あるまい、我をしっかり孕ませろ〜                            | 2008年10月31日 | 2008年11月14日 | 2009年03月27日 | 女神3部作                |
| 女神ミュリエルは巨乳な幼妻 〜お嫌でなければ貴方の赤ちゃん産ませてください〜                              | 2008年11月07日 | 2008年11月28日 | 2009年04月10日 | 女神3部作                |
| 剣術教師と婚前子作り合宿 〜もっと出せ! 孕ませてお前のものにして欲しい…〜                                 | 2008年11月21日 | 2008年12月12日 | 2009年05月08日 |                          |
| 恋人はやわちちお姉さん保険医 〜止めちゃダメよ? 私が好きなら妊娠させて♪〜                                 | 2008年12月12日 | 2008年12月19日 | 2009年06月05日 |                          |

### 第21作 - 第40作
| タイトル | 発売日         | 発売日         | 発売日         | 備考                           |
| タイトル | ダウンロード版 | パッケージ版   | 携帯アプリ版   | 備考                           |
| --- | -------------- | -------------- | -------------- | ------------------------------ |
| ダークエルフ・プレグナント                                                                                   | 2008年12月19日 | 2009年01月19日 | －             | 企画・開発：わんこソフト       |
| お堅いお嬢さま教師は巨乳妻 〜夫婦の証にあなたの精子で孕ませなさいっ〜                                        | 2008年12月30日 | 2009年01月30日 | 2009年06月19日 |                                |
| 押しかけ妻は犬耳巨乳少女!? 〜子宮にい〜っぱい精液掛けて孕ませてください!〜                                   | 2009年01月30日 | 2009年02月27日 | 2009年09月04日 |                                |
| ツンデレ魔界プリンセス・アリサと孕ませ新婚生活! 〜全部出すまで抜いちゃダメ! ぜったい受精させなさいよね!〜    | 2009年02月01日 | 2009年03月13日 | 2009年09月18日 | 魔界プリンセスシリーズ         |
| あまあね魔界プリンセス・エリスはエロイチャ孕み妻! 〜好きなだけ出して♪ 全部子宮で飲んであげる〜               | 2009年02月27日 | 2009年03月27日 | 2009年10月02日 | 魔界プリンセスシリーズ         |
| クーデレ魔界プリンセス・サラと吸精孕ませライフ! 〜好きなだけ子宮に注いで妊娠させなさい〜                     | 2009年03月06日 | 2009年04月10日 | 2009年10月16日 | 魔界プリンセスシリーズ         |
| ツン×ボテ! 〜臨月エッチでこの子も私も愛してよねっ♪〜                                                         | 2009年03月20日 | 2009年04月24日 | 2009年10月30日 |                                |
| 少女剣士秋月蓮の押しかけ孕嫁生活 〜子作りは我が使命…受精するまで離さぬぞ!〜                                  | 2009年05月01日 | 2009年05月29日 | 2009年11月13日 |                                |
| まとめてたねつけ♪女神姉妹孕ませ多妻生活! 〜全員一緒に妊娠させてっ♪〜                                         | 2009年05月15日 | 2009年06月12日 | 2009年12月10日 | 女神3部作との同梱版アリ        |
| 犬神さまと無人島修行♪目指せ下剋上! 〜抜いてはならん! おぬしの膣出しで儂をイカせてみせい!〜                   | 2009年06月05日 | 2009年06月26日 | 2009年12月25日 |                                |
| おねえさんと甘エロミルク喫茶 〜搾って飲んでいっぱい中出ししてね♪〜                                           | 2009年06月26日 | 2009年07月24日 | 2010年01月15日 |                                |
| エルフ妻とラブイチャおめでた生活 〜濃いミルク飲んで飲まれてもう一人作りましょ♪〜                             | 2009年07月17日 | 2009年08月21日 | 2010年01月29日 |                                |
| 凛々しき武神玲羽と甘ラブ中出し生活! 〜私と子を為してくれ…恩義にはこの身体で誠心誠意応えよう〜                | 2009年08月07日 | 2009年09月18日 | 2010年02月12日 | 女神と中出し新婚生活! シリーズ |
| 麗しの聖女神セシルを救う中出し新婚生活! 〜甘えていいから…貴方の子種をたくさん子宮に注いで?〜                 | 2009年09月04日 | 2009年10月09日 | 2010年03月12日 | 女神と中出し新婚生活! シリーズ |
| お稲荷さまとダダ甘子作り婚 〜抜いちゃダメ! たくさん出してお姉さんの子宮いっぱいにしてくださいね♪〜           | 2009年09月18日 | 2009年10月23日 | 2010年03月26日 | 女神と中出し新婚生活! シリーズ |
| あまあねプリンセス・イリーナと南国王宮子作り 〜私の子宮で全部受け止めてあげる♪貴方の赤ちゃんが欲しいの〜     | 2009年10月23日 | 2009年11月27日 | 2010年05月28日 | 南国王宮子作りシリーズ         |
| ツンあねプリンセス・エミリアと南国王宮子作り 〜中出しなんて生意気よ! 赤ちゃん出来るまで許さないんだからね!〜 | 2009年11月06日 | 2009年12月11日 | 2010年06月18日 | 南国王宮子作りシリーズ         |
| 素直クールプリンセス・サヤカと南国王宮子作り 〜抜いちゃヤだ…赤ちゃん出来るまで子宮に出して欲しい〜           | 2009年11月20日 | 2009年12月18日 | 2010年07月02日 | 南国王宮子作りシリーズ         |
| プリンセスミルク 〜授乳エロイチャ生活♪ お姫様の母乳以外飲めない身体に!?〜                                    | 2009年12月18日 | 2010年01月22日 | 2010年07月16日 |                                |
| くのいちお姉さん静香のご奉仕任務 〜拙者の全ては若様のもの素敵な子種でお世継ぎを授けてください〜              | 2009年12月31日 | 2010年02月12日 | 2010年08月06日 |                                |

### 第41作 - 第60作
| タイトル | 発売日         | 発売日         | 発売日         | 備考               |
| タイトル | ダウンロード版 | パッケージ版   | 携帯アプリ版   | 備考               |
| --- | -------------- | -------------- | -------------- | ------------------ |
| ツンデ令嬢立花天音とバカンス愛ランド 〜ジロジロ見すぎですわ! …子作りしたいんですの? 恋人なんだから好きになさい!〜 | 2010年01月29日 | 2010年02月19日 | 2010年09月10日 |                    |
| あまあね鳥羽奏とハネムーン愛ランド 〜たっぷり子宮に注いで子作りしてね、あ・な・た♪〜                              | 2010年02月26日 | 2010年03月19日 | 2010年09月24日 |                    |
| 完璧お姉さま御子神沙耶と無人島孕ませ修行 〜ふふ、元気のいい精子だ…早く私に妻の証を宿してくれ〜                    | 2010年03月26日 | 2010年04月16日 | 2010年10月22日 |                    |
| クール会長凛のいいなり一週間 〜破廉恥命令で恋人子作り好きのスケベ子宮になってしまう!〜                            | 2010年05月01日 | 2010年06月11日 | 2010年11月19日 |                    |
| 魔界プリンセスフィリーネの優雅な搾精ライフ 〜打ち止めなんて許さないわよ〜                                         | 2010年05月28日 | 2010年06月25日 | 2010年12月03日 |                    |
| ツンデレ妹は孕ませ希望の発情期!? 〜責任とって中に出してよね! 変態おにぃ!〜                                        | 2010年06月11日 | 2010年07月16日 | 2010年12月24日 |                    |
| 大天使ミカエラ様の孕ませ審判 〜いいでしょう、好きなだけ出しなさい。私は快楽などに負けません!〜                    | 2010年07月16日 | 2010年08月13日 | －             |                    |
| 聖乳の巫女お姉ちゃん瑠璃 〜癒しの母乳で中出し生活〜                                                               | 2010年07月30日 | 2010年09月10日 | －             |                    |
| 軍人少女の子作り任務 〜ハレンチな! …う、上官命令なら…貴方の精子で子宮を撃ち抜いてください!〜                      | 2010年09月10日 | 2010年10月08日 | －             |                    |
| 女神とLOVE! 〜5人の女神様とイチャハメ孕ませ新婚生活♪〜                                                            | 2010年10月08日 | 2010年11月12日 | －             |                    |
| 精霊リムのラブイチャ中出し恩返し 〜おっぱい揉んで魔力チャージ♪ エッチな願い叶えます!〜                            | 2010年12月17日 | 2011年01月21日 | －             | 本作より映像倫審査 |
| サムライ母娘と孕ませ同棲生活 〜甘エロママとツン初心娘どっちと子作り!?〜                                           | 2011年01月14日 | 2011年02月11日 | －             | [ 注 6 ]           |
| ツンデレ妹と無人島子作り 〜お兄ちゃん膣内射精しすぎ! 調子に乗ってると振っちゃうよ?〜                              | 2011年02月25日 | 2011年04月29日 | －             |                    |
| ヤンデレな彼女に死ぬほど尽くされる 〜受精させて? 貴方の精子独り占めにして誰にも渡さない〜                         | 2011年04月15日 | 2011年05月13日 | －             |                    |
| 世話好きツンツン幼馴染をコス甘子作りでエロデレに! 〜もう、変態! …でも大好き…孕ませてよね!〜                       | 2011年05月27日 | 2011年06月24日 | －             |                    |
| イケナイ綾香姉さんとヤリすぎ誘惑生活 〜可愛いんだから♪ 全部任せて…元気な赤ちゃん作りましょ♪〜                     | 2011年07月15日 | 2011年08月26日 | －             |                    |
| 生真面目クールな女神騎士様に子作り修行 〜師匠、ダメだ! はしたないのに子宮が精子で幸せになってしまう!〜            | 2011年09月30日 | 2011年11月11日 | －             |                    |
| 擬人化ペットの子作り恩返し 〜健気で甘えたなウサ娘に死ぬほど愛される!〜                                            | 2011年11月11日 | 2011年12月09日 | －             |                    |
| ツンデレ姫様が淫乱発情化! 〜妊娠するのは呪いを解くためですわ! …あぁンッ♪ジュボジュボ頭の中まで響いちゃう♪〜       | 2011年11月25日 | 2011年12月22日 | －             |                    |
| 天使と悪魔とエルフがお嫁にきました! 〜みんな孕ませラブイチャハーレム♪〜                                           | 2011年12月09日 | 2012年01月20日 | －             |                    |

### 第61作 - 第80作
| タイトル | 発売日         | 発売日         | 備考                   |
| タイトル | ダウンロード版 | パッケージ版   | 備考                   |
| --- | -------------- | -------------- | ---------------------- |
| 毒舌クールな妹を性的に可愛がる! 〜兄さんの変態、ド変態! 責任とって孕ませてよね!〜                                       | 2012年02月24日 | 2012年03月30日 |                        |
| 最強の不良が女体化! ツンデレ俺口調の美少女に!? 〜馬鹿! 中に出す奴があるかっ、俺が妊娠なんて有り得ねえ!〜                | 2012年03月30日 | 2012年04月27日 | ★                      |
| クー姉! 〜クールなのにベタベタに愛してくれるお姉ちゃんにめちゃくちゃ甘えて子作り三昧♪〜                                 | 2012年06月22日 | 2012年07月20日 |                        |
| ツンマゾ魔王とピュアエロ勇者があらわれた! 〜イチャエロ! 3P! 修羅場もあり!? 俺の上で子作りラストバトル!〜                | 2012年07月27日 | 2012年08月24日 | ★                      |
| ヤンデレな姉妹に四六時中愛し尽くされる 〜妊娠するのは私! あなたの遺伝子を子宮で育みたいの!〜                            | 2012年08月31日 | 2012年09月28日 |                        |
| 妹4人と中出し性活! 〜じゃれつき甘えにお世話♪妹たちとイチャイチャがとまらない! お兄ちゃんの精子は絶滅必至!?〜            | 2012年10月12日 | 2012年11月09日 |                        |
| いっ〜ぱい甘えてね♪ 〜小さくなって優しいかすみお姉ちゃんにお世話され尽くす癒され子作り〜                                | 2013年02月22日 | 2013年03月22日 | おね×ショタ シリーズ ★ |
| たっ〜ぷり弄ってあげる♪ 〜小さくなってクールビューティーな桔梗お姉ちゃんに搾られ尽くすイタズラ子作り〜                  | 2013年03月08日 | 2013年03月29日 | おね×ショタ シリーズ ★ |
| 甘やかしたりしないぞ! 〜小さくなって純情勝気な青葉お姉ちゃんに叱り可愛がられるツンデレ子作り〜                          | 2013年03月22日 | 2013年04月12日 | おね×ショタ シリーズ ★ |
| ヤンキー彼女と子作り学園ライフ 〜好きとか言うな! ぶっとばすぞ! お前の赤ちゃん欲しくなっちまうだろうが…っ〜              | 2013年05月17日 | 2013年06月14日 | ★                      |
| 純真可憐な甘えた妹におちんちんのお世話を焼いてもらう生活! 〜お兄ちゃんのせーしピュッピュして赤ちゃん作ってください♪〜   | 2013年07月19日 | 2013年08月29日 |                        |
| 神様お願い! お兄ちゃんの赤ちゃん妊娠したいの! 〜ツンデレ妹&清純妹とエッチなキセキでトラブル子作り三昧♪〜                | 2013年10月18日 | 2013年11月29日 |                        |
| は〜れむふぁんたじ〜 〜中二病が勇者になって幼馴染や姫、魔王と甘イチャＨな子作り冒険♪〜                                  | 2013年11月15日 | 2013年12月03日 | ★                      |
| 武将娘と子作り生活 〜凛々しく可憐な戦国美少女があなたの子種を巡ってエロイチャ孕み合戦!〜                                | 2014年04月25日 | 2014年05月23日 | ★                      |
| 俺が♀で彼女が♂に!? 気弱美少年と完璧美少女がChange! 〜出さないで! 自分のカラダで妊娠させられてイっちゃう!〜              | 2014年05月30日 | 2014年06月27日 |                        |
| ニセビッチ 〜リア充ぶってもピュアで一途な幼なじみにHな子作りレッスン〜                                                  | 2014年12月26日 | 2015年01月23日 |                        |
| ヤンデレ女神に愛され過ぎる性活 ～四六時中あなたを見守って参りました。全ての欲望を満たします。愛の証で孕ませてください～ | 2015年7月31日  | 2015年08月28日 |                        |
| 甘姉メイドとツンデレ委員長の応援エッチ ～癒します! 励まします! フレー♪フレー♪種付けがんばれ♪～                          | 2015年8月28日  | 2015年09月18日 |                        |
| 最凶の魔王様が女体化!? ～発情勇者に迫られまくる極エロ孕ませクエスト～                                                   | 2016年4月15日  | 2015年05月13日 |                        |
| ツンデレアイドルは僕だけのMペット ～いっぱい躾けて♥ ご主人様のLOVE精子で孕みたいの♪～                                   | 2016年5月27日  | 2015年06月24日 |                        |

### 第81作 - 第100作
| タイトル | 発売日         | 発売日         | 備考 |
| タイトル | ダウンロード版 | パッケージ版   | 備考 |
| --- | -------------- | -------------- | ---- |
| けもみみハーレム化け～しょん ～田舎でのんびりもふもふ獣耳少女たちと子作り三昧～                                                    | 2016年07月29日 | 2016年08月26日 |      |
| ドMなハイエルフさんと異世界孕ませスローライフ                                                                                      | 2017年07月21日 | 2017年08月25日 |      |
| 女体化したらショータなおとうとが発情しすぎてヤバい! ～ひたむきに求められまくる同居性活がよすぎて心までおねえちゃんになっちゃう!?～ | 2017年08月25日 | 2017年09月29日 |      |
| クールでMな会長と過激な甘イチャ子作り学園性活                                                                                      | 2017年10月27日 | 2017年11月24日 |      |
| ヤンデレなお姉ちゃんに愛し尽される監禁性活                                                                                         | 2018年02月16日 | 2018年03月16日 |      |
| 会長が女体化! 真面目クール美少女に!? ～女の子の中敏感すぎる!? ダメなのに膣に出されてイキたくなる!～                                | 2018年09月14日 | 2018年10月12日 |      |
| 助けたけもみみ娘たちとイチャイチャ懐かれックスしまくる異世界ファミレス繁盛記                                                       | 2019年05月24日 | 2019年06月21日 |      |
| 転生勇者と良妻魔王の子作りスローライフ                                                                                             | 2019年07月19日 | 2019年08月30日 |      |
| けもあね ～ケモ耳お姉さんをお嫁さんにして異世界孕ませスローライフ～                                                                | 2019年10月25日 | 2019年11月15日 |      |
| ぼっちで巨乳なオタク女子・陽子さん ～エロ同人作家の彼女と薄い本を作りながらえちえち種付け性活～                                    | 2020年04月24日 | 2020年05月29日 |      |
| 孤独な猫少女を拾って始まる、癒しの子作り生活                                                                                       | 2020年12月11日 | 2021年01月22日 |      |
| けもみみ娘たちが癒してくれる子作り温泉宿                                                                                           | 2021年05月28日 | 2021年06月18日 |      |
| ヤンデレな魔女三姉妹に死ぬほど愛し尽くされる異世界性活                                                                             | 2022年11月25日 | 2022年12月23日 |      |
| |                |                |      |
| |                |                |      |
| |                |                |      |
| |                |                |      |
| |                |                |      |
| |                |                |      |
| |                |                |      |

### ダイジェスト作品
Nornの発売タイトルは2010年頃までは1作品1ヒロインの場合が多く、共通するカテゴリのヒロインが一定数集まると、ダイジェスト版として「総集編」を発売する場合があった。
以下の4タイトルは各作品のヒロインごとにイベントシーンを抜粋したダイジェスト版で、一種のカタログや体験版としての側面も有している。ただし、イベントシーンの抜粋のみを収録している性質上、ゲーム性は皆無である。また、どのタイトルもダウンロード販売のみでパッケージ版は発売されていない。
『今夜はどの娘とらぶいちゃえっち!? 〜ツンクールからお姉ちゃんまでNorn15作品えっち選り取りベストセレクション〜』
2008年12月26日発売。特にテーマは定めず、以下の15タイトルから30シーンを収録している。
| 収録作品 | - 精霊さまは孕みごろ -彼女を救う子づくりばけ〜しょん- - 幼馴染のお姉ちゃんは専属メイド! 〜夏休み同棲生活〜 - あねあね 〜許して! お姉ちゃんたち、ボクのおち○ち○ダメになっちゃう!〜 - 孕嫁さんはエルフ姫 〜押しかけ子づくり新婚生活〜 - とらぶる☆魔女試験 〜会長様と天然っ子は魔女姉妹! 中出しエッチで魔力補給をお手伝い!〜 - 剣術少女和泉令と無人島 〜お家の掟だ…お前と子作りに励んでやる〜 - 死神ミルク♪ 〜ドジっ娘巨乳死神とエロイチャ母乳生活☆〜 - はらはらフィアンセ 〜貴方を争奪! 姫様とお姉ちゃんの懐妊レース!!〜 - 悪魔っ娘は意地っ張り 〜アンタなんかアタシのアソコですぐに虜にしてやるんだから!〜 - 天然巨乳ドジっ娘ナース 〜毎日甘エロッ! 中出し看護ライフ♪〜 - 女神3部作 - 天然やわちち女神フローラ・甘エロ新婚子作りライフ 〜お姉さんの子宮に、好きなだけ注いでもいいのですわよ♪〜 - 戦女神セレストのいきなり子作り新婚生活 〜仕方あるまい、我をしっかり孕ませろ〜 - 女神ミュリエルは巨乳な幼妻 〜お嫌でなければ貴方の赤ちゃん産ませてください〜 - お堅いお嬢さま教師は巨乳妻 〜夫婦の証にあなたの精子で孕ませなさいっ〜 |

『ツンツンクールな13人! Norn作品厳選集 〜膣出ししなさいよ! 別に私は欲しくないんだから!〜』
2009年7月3日発売。ツンデレとクーデレのヒロインをテーマに、以下の13タイトルより17シーンを収録している。
| 収録作品 | - 精霊さまは孕みごろ -彼女を救う子づくりばけ〜しょん- - 孕嫁さんはエルフ姫 〜押しかけ子づくり新婚生活〜 - とらぶる☆魔女試験 〜会長様と天然っ子は魔女姉妹! 中出しエッチで魔力補給をお手伝い!〜 - 剣術少女和泉令と無人島 〜お家の掟だ…お前と子作りに励んでやる〜 - はらはらフィアンセ 〜貴方を争奪! 姫様とお姉ちゃんの懐妊レース!!〜 - 悪魔っ娘は意地っ張り 〜アンタなんかアタシのアソコですぐに虜にしてやるんだから!〜 - 戦女神セレストのいきなり子作り新婚生活 〜仕方あるまい、我をしっかり孕ませろ〜 - 剣術教師と婚前子作り合宿 〜もっと出せ! 孕ませてお前のものにして欲しい…〜 - お堅いお嬢さま教師は巨乳妻 〜夫婦の証にあなたの精子で孕ませなさいっ〜 - 魔界プリンセスシリーズ - ツンデレ魔界プリンセス・アリサと孕ませ新婚生活! 〜全部出すまで抜いちゃダメ! ぜったい受精させなさいよね!〜 - クーデレ魔界プリンセス・サラと吸精孕ませライフ! 〜好きなだけ子宮に注いで妊娠させなさい〜 - ツン×ボテ! 〜臨月エッチでこの子も私も愛してよねっ♪〜 - 犬神さまと無人島修行♪ 目指せ下剋上! 〜抜いてはならん! おぬしの膣出しで儂をイカせてみせい!〜 |

『お姉ちゃん10人に甘えて癒され! Norn姉キャラベスト 〜好きなだけ出してね! い〜ぱい可愛がってあげる♪〜』
2009年12月4日発売。「あまあね」、すなわち主人公より年上の甘やかせ系ヒロインをテーマに、以下の9タイトル（「はらはらフィアンセ」はヒロイン2名）より18シーンを収録している。
| 収録作品 | - 幼馴染のお姉ちゃんは専属メイド! 〜夏休み同棲生活〜 - あねあね 〜許して! お姉ちゃんたち、ボクのおち○ち○ダメになっちゃう!〜 - 孕嫁さんはエルフ姫 〜押しかけ子づくり新婚生活〜 - おキツネ中出し恩返し 〜お姉さんの中でいーっぱい気持ちよくなってね〜 - はらはらフィアンセ 〜貴方を争奪! 姫様とお姉ちゃんの懐妊レース!!〜 - 天然やわちち女神フローラ・甘エロ新婚子作りライフ 〜お姉さんの子宮に、好きなだけ注いでもいいのですわよ♪〜 - 恋人はやわちちお姉さん保険医 〜止めちゃダメよ? 私が好きなら妊娠させて♪〜 - 魔界プリンセスシリーズ - あまあね魔界プリンセス・エリスはエロイチャ孕み妻! 〜好きなだけ出して♪ 全部子宮で飲んであげる〜 - クーデレ魔界プリンセス・サラと吸精孕ませライフ! 〜好きなだけ子宮に注いで妊娠させなさい〜 |

『女神様パラダイス! 女神に天使に悪魔12キャラ総集編 〜わたし達にたっぷり中出ししてください!〜』
2010年9月24日発売。女神や天使・悪魔など、人間でも擬人化された動物でもないヒロインをテーマに、以下の13タイトルから抜粋したヒロイン12人（女神3部作のヒロインが「まとめてたねつけ♪」で再登場する関係）のイベントシーンを収録している。
| 収録作品 | - 悪魔っ娘は意地っ張り 〜アンタなんかアタシのアソコですぐに虜にしてやるんだから!〜 - 女神3部作 - 天然やわちち女神フローラ・甘エロ新婚子作りライフ 〜お姉さんの子宮に、好きなだけ注いでもいいのですわよ♪〜 - 戦女神セレストのいきなり子作り新婚生活 〜仕方あるまい、我をしっかり孕ませろ〜 - 女神ミュリエルは巨乳な幼妻 〜お嫌でなければ貴方の赤ちゃん産ませてください〜 - まとめてたねつけ♪ 女神姉妹孕ませ多妻生活! 〜全員一緒に妊娠させてっ♪〜 - 魔界プリンセスシリーズ - ツンデレ魔界プリンセス・アリサと孕ませ新婚生活! 〜全部出すまで抜いちゃダメ! ぜったい受精させなさいよね!〜 - あまあね魔界プリンセス・エリスはエロイチャ孕み妻! 〜好きなだけ出して♪ 全部子宮で飲んであげる〜 - クーデレ魔界プリンセス・サラと吸精孕ませライフ! 〜好きなだけ子宮に注いで妊娠させなさい〜 - 女神と中出し新婚生活! シリーズ - 凛々しき武神玲羽と甘ラブ中出し生活! 〜私と子を為してくれ…恩義にはこの身体で誠心誠意応えよう〜 - 麗しの聖女神セシルを救う中出し新婚生活! 〜甘えていいから…貴方の子種をたくさん子宮に注いで?〜 - お稲荷さまとダダ甘子作り婚 〜抜いちゃダメ! たくさん出してお姉さんの子宮いっぱいにしてくださいね♪〜 - 魔界プリンセスフィリーネの優雅な搾精ライフ 〜打ち止めなんて許さないわよ〜 - 大天使ミカエラ様の孕ませ審判 〜いいでしょう、好きなだけ出しなさい。私は快楽などに負けません!〜 |